# Залив на прасетата
Залива на прасетата (на испански: Bahía de Cochinos) е залив на южното крайбрежие на Куба. От 1910 се отнася към провинция Санта Клара, но от 1976 се отнася към Сиенфуегос.
Заливът се намира 150 km югоизточно от Хавана. На западната му страна се намират коралови рифове, а на източната има обширни блата. Заливът е известен най-вече с операцията, организирана от САЩ за сваляне на правителството на Фидел Кастро.